# Fort Wawer

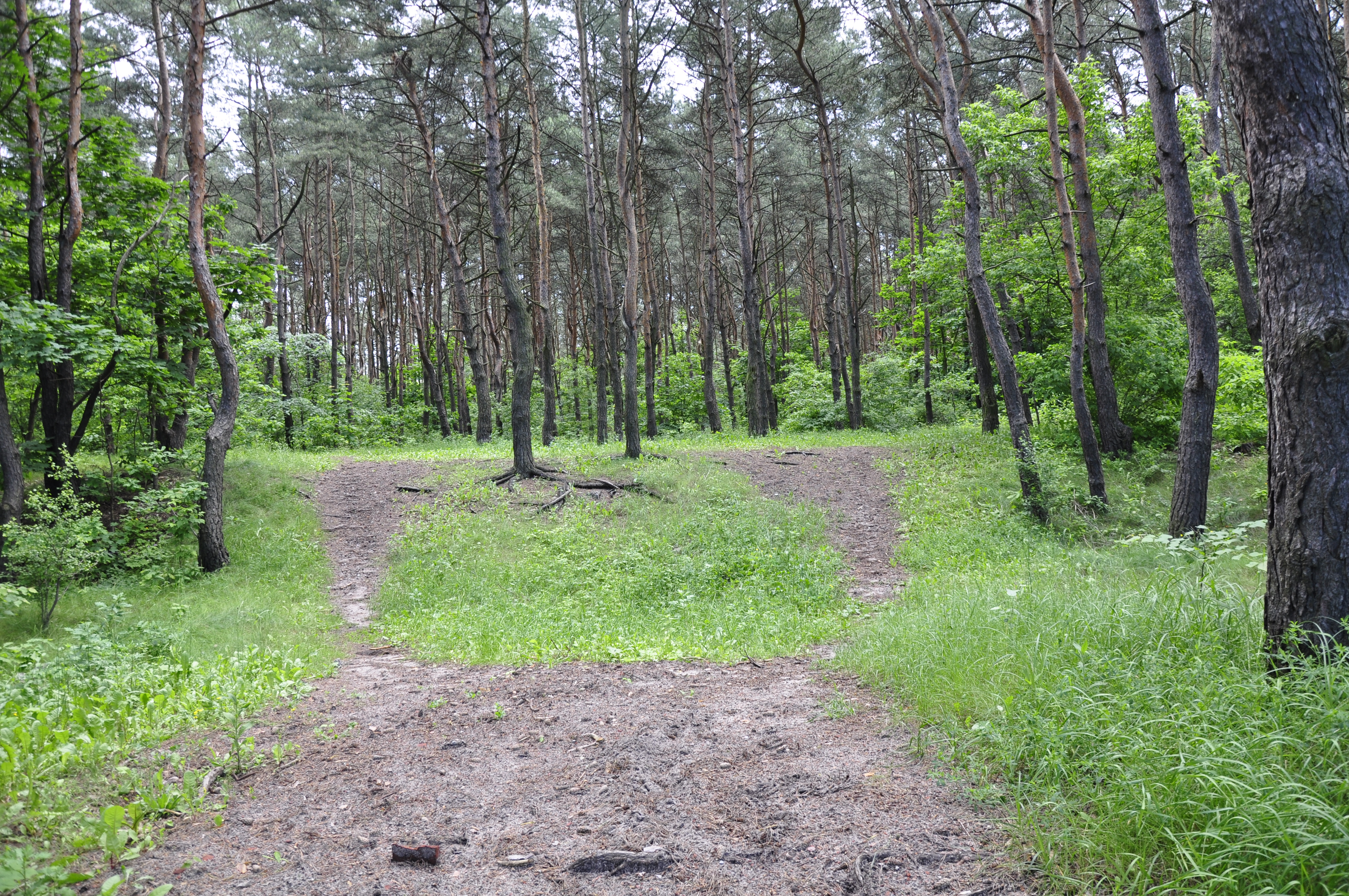
Teren dawnego fortu

Fort Wawer – jeden z fortów Twierdzy Warszawa, wzniesiony w latach 90. XIX wieku na prawym brzegu Wisły, na terenie osiedla Wawer. 
Fort już nie istnieje. Na jego obszarze zlokalizowany jest park im. Matki Mojej (w granicach ulic: Łysakowskiej, Bychowskiej, Strusia i Akwarelowej).

## Opis
Był to fort jednowałowy o regularnym narysie. Jego powierzchnia w obrysie rowów fortecznych wynosiła ok. 2 ha.
Fort wchodził w skład Warszawskiego Rejonu Umocnionego jako jeden z fortów zamykających rejon od wschodu. Jego przeznaczeniem była obrona boku trójkąta Warszawa–Zegrze–Modlin, na styku z Twierdzą Warszawa, które łączył wał forteczny (ciągnący się wzdłuż ul. Ostrobramskiej). Fort miał za zadanie utrzymać kontrolę nad linią Kolei Nadwiślańskiej w miejscu przecięcia jej szosą Brzeską.
Kwestia autora projektu fortu i daty jego powstania nie została wyjaśniona. Niektóre publikacje wskazują na Konstantego Wieliczkę i datują go na 1904 r. Natomiast z badań archiwalnych wynika, że powstał on w latach 1892−1893. Dawniej na jego obszarze znajdował się cmentarz gminy ewangelicko-augsburskiej i właśnie na podstawie dokumentacji tej społeczności przypuszcza się, że 
wzniesiono go najprawdopodobniej pomiędzy wiosną 1893 r., a latem 1894 r. jako Fort Suworowa. 
31 stycznia 1909 r. w ramach likwidacji Twierdzy Warszawa fort został skasowany, a latem 1919 r. rozebrany. Rozbiórkę przerwano na krótki czas w lecie 1920 r., kiedy to jego pozostałości były przygotowywane do obrony przed Armią Czerwoną. Fort wszedł wówczas w skład trzeciej linii obrony Warszawy. Jego budowę nadzorował gen. Władysław Wejtko. 13 sierpnia 1920 r. fort był gotowy do obrony. 
Do października 1920 r. stacjonowały w nim wojska, a także prowadzono prace mające na celu poprawić jego funkcjonalność. 22 października 1920 r. gen. Wacław Iwaszkiewicz-Rudoszański wydał rozkaz opuszczenia obiektu. Wówczas nastąpiła ostateczna rozbiórka fortu. 
W 1936 r. Prezydent Rzeczypospolitej przekazał bezpłatnie tereny fortu gminie Wawer z przeznaczeniem na cele ogólne (7 ha), a także wydano zgodę na odpłatne odstąpienie 13 ha, które miały zostać sprzedane osobom prawnym i fizycznym.